# Wijken van Arnhem

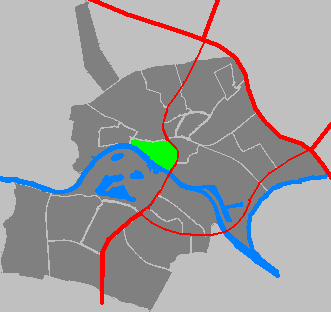
Arnhem Centrum

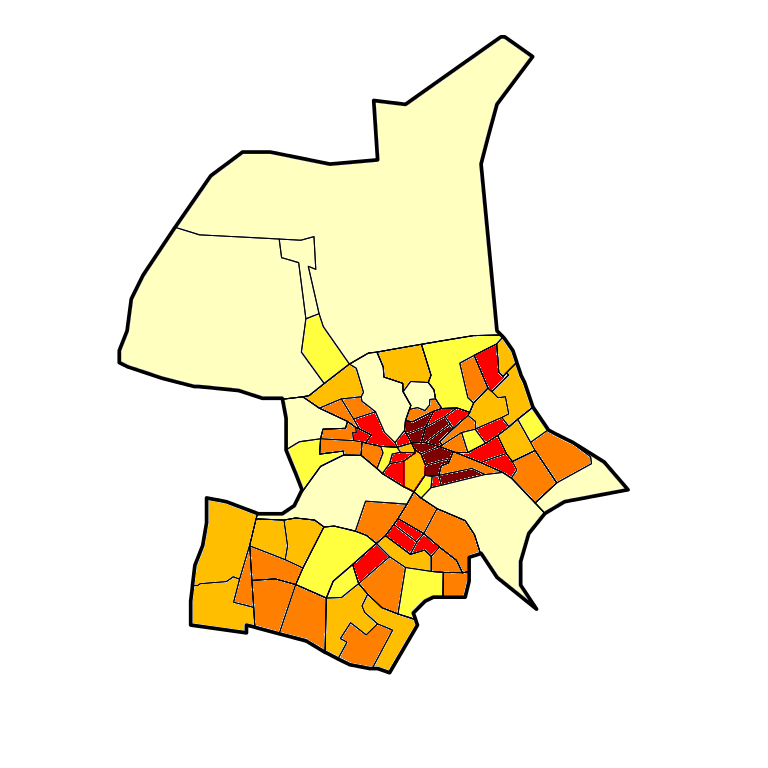
Kaart van Arnhem met de bevolkingsdichtheid per buurt.
>10.000 /km²
6000–10.000 /km²
4000–6000 /km²
2000–4000 /km²
500–2000/km²
<500 /km²

De stad Arnhem wordt bestuurlijk verdeeld in 3 stadsdelen: (Arnhem-)Centrum, Arnhem-Noord en Arnhem-Zuid. De stadsdelen worden weer verdeeld in wijken, en die vervolgens weer in buurten.

## Stadsdelen
Arnhem Centrum is het centrum van Arnhem, ook wel de oude binnenstad, en beslaat het gebied dat vanaf de 10e eeuw tot in de 19de eeuw de stad Arnhem was. Het centrumgebied wordt aan de noord- en oostkant begrensd door de John Frostbrug en de singels, aan de westkant door de Nelson Mandelabrug en aan de zuidkant door de rivier de Rijn. De binnenstad van Arnhem is opgedeeld in 8 kwartieren, elk met een eigen karakter en een eigen icoon. De kwartieren zijn: Rijnkwartier, Rozetkwartier, Musiskwartier, Korenkwartier, Stationskwartier, Eusebiuskwartier, 7 Straatjes (kwartier) en het Janskwartier.
Arnhem-Noord is het gedeelte van Arnhem ten noorden van de rivier de Rijn, met uitzondering van het gedeelte Arnhem-Centrum. De stad Arnhem is ontstaan rond de St. Jansbeek en heeft zich in de 10e eeuw uitgebreid naar het zuiden, naar het huidige centrum. In Arnhem-Noord bevinden zich het stadscentrum, centraal station, Ziekenhuis Rijnstate, ArtEZ Hogeschool voor de Kunsten, winkelcentrum Presikhaaf, en de Hogeschool van Arnhem en Nijmegen.
Arnhem-Zuid is het gedeelte van Arnhem ten zuiden van de huidige loop van de rivier de Rijn. Arnhem-Zuid telt ongeveer 80.000 inwoners. In Arnhem-Zuid bevindt zich het multifunctionele stadion Gelredome, thuisbasis van Vitesse en grote evenementen, het overdekte Winkelcentrum Kronenburg, Decathlon (Rijnhal), de woonboulevard en de historische uiterwaarden Meinerswijk. Arnhem-Zuid heeft ook een treinstation: station Arnhem Zuid, gelegen tussen de wijken Elderveld, De Laar West en Schuytgraaf.

## Wijken en buurten
De gemeente Arnhem is onderverdeeld in 24 wijken (CBS-wijken), die weer bestaan uit 81 buurten (CBS-buurten).

### Arnhem Centrum
| - Rijnkwartier - Eusebiuskwartier - Grote Markt - Het Paradijs - Rozetkwartier - Rijnstraat - Weverstraat | - Korenkwartier - Musiskwartier - 7 straatjeskwartier - Binnenstad - Janskwartier - Janssingel | - Stationskwartier - Stationsplein - Utrechtsestraat |

### Arnhem-Noord
| - Spijkerkwartier - Hommelstraat - Spijkerbuurt - Boulevardwijk - Arnhemse Broek - Bij de John Frostbrug - Statenkwartier - Arnhemse Broek - Van Verscheurbuurt - Kleefse Waard - Presikhaaf-West - Presikhaaf I - Presikhaaf II - Presikhaaf III - Presikhaaf-Oost - Over het Lange Water - Elsweide - Winkelcentrum Presikhaaf - IJsseloord - St. Marten/Sonsbeek-Zuid - Sint Marten - Graaf Ottoplein e.o. | - Klarendal - Klarendal-Zuid - Klarendal-Noord - Onder de Linden - Sint Janskerkstraat e.o. - Velperweg e.o. - Velperweg-Noord - Molenbeke - Fabrieksterrein Enka - Plattenburg - Angerenstein - Paasberg - Alteveer en Cranevelt - Sonsbeek-Noord - Hazegrietje - Alteveer en Cranevelt - Geitenkamp - Geitenkamp - Monnikenhuizen - Monnikenhuizen - Saksen Weimar - Arnhemse Allee - Klarenbeek | - Burgemeesterswijk/Hoogkamp - Transvaalbuurt - Burgemeesterswijk - Gulden Bodem - Sterrenberg - Hoogkamp - Sonsbeek, Zijpendaal - Schaarsbergen e.o. - Bakenberg - Schaarsbergen - Westelijk van Schaarsbergen - Noordoostelijk van Schaarsbergen - Heijenoord/Lombok - Lombok - Brouwerijweg e.o. - Heijenoord - Klingelbeek - Klingelbeek - Het Dorp, Mariëndaal |

### Arnhem-Zuid
| - Malburgen-West - Meinerswijk en De Praets - Malburgen-West - Malburgen-Oost (Noord) - Groene Weide - Stadseiland (Kamillehof en Bakenhof) - Malburgen-Oost (Zuid) - 't Duifje - Immerloo I - Immerloo II - Middelgraaflaan e.o. - Zeegsingel e.o. - De Laar - De Laar-West - De Laar-Oost | - Vredenburg/Kronenburg - Eimersweide - Holthuizen - Kronenburg - Vredenburg - Elden - Elden - Elderveld - Elderveld-Zuid - Elderveld-Noord - Elderhof - Rijkerswoerd - Rijkerswoerd-Oost - Rijkerswoerd-Midden - Rijkerswoerd-West - Overmaat | - Schuytgraaf - Schuytgraaf-Noord - Schuytgraaf-Zuid - Schuytgraaf Centrum |